# E11

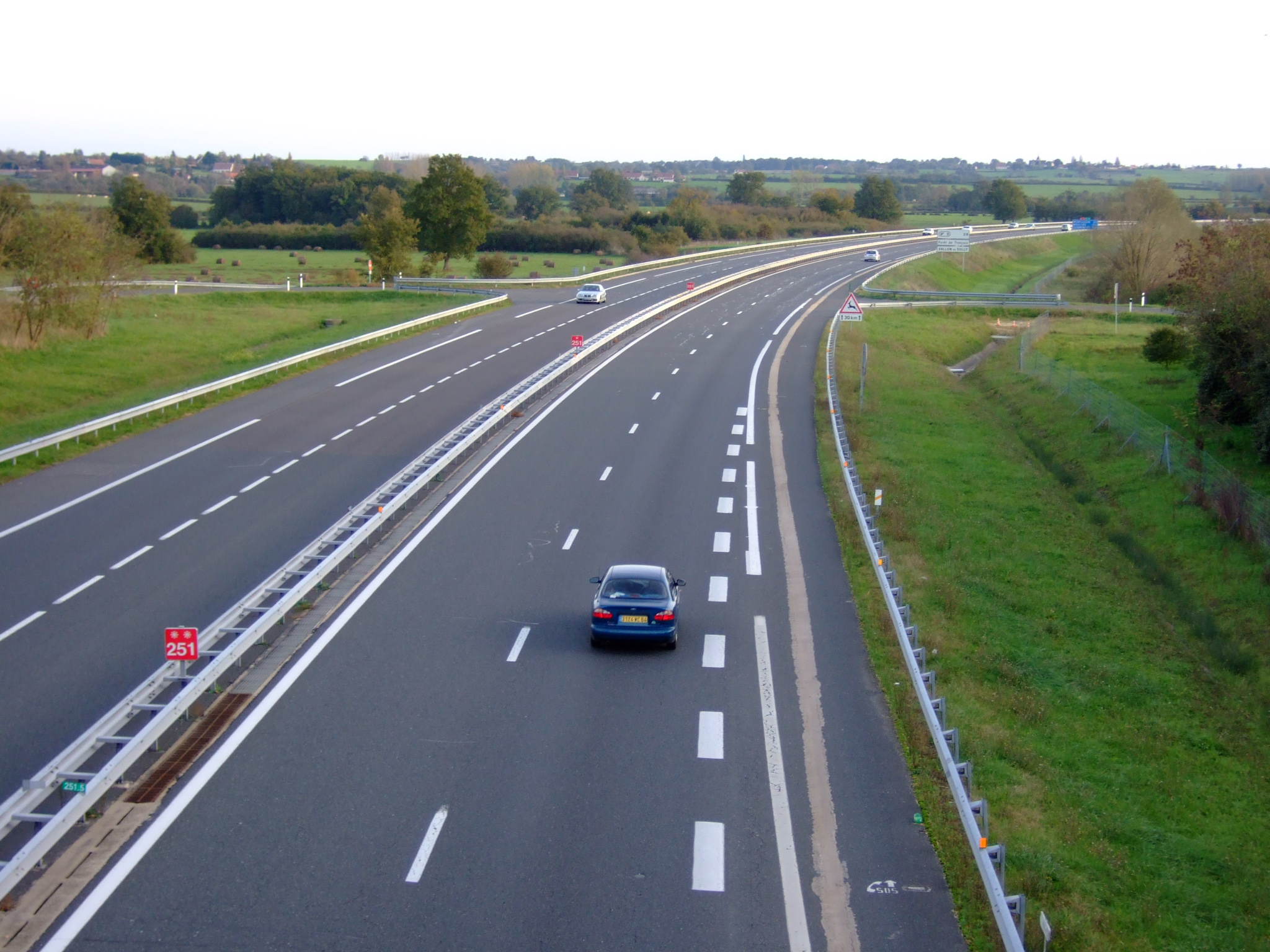
E11/A71 vid Saint-Amand-Montrond söder om Bourges.

E11 eller Europaväg 11 är en 540 kilometer lång europaväg som går mellan Vierzon och Béziers i Frankrike.

## Sträckning
Vierzon - Montluçon - Clermont-Ferrand - Montpellier - Béziers

## Standard
E11 är motorväg hela vägen, utom närmast Montpellier. Den följer motorvägarna A71 och A75
Vägen passerar världens högsta vägbro, Millaubron. Brobanan är bitvis 270 meter över marken. Bron invigdes 2005. Innan dess var staden Millau och dalens branta sidor en ökänd flaskhals i Frankrikes vägnät.

## Anslutningar till andra europavägar
E11 ansluter till europavägarna E9, E62, E70, E15, E80.